# 凱達格蘭學校
凱達格蘭學校（英語：Ketagalan Institute），簡稱凱校，為時任中華民國總統陳水扁於2003年創辦的政治人才培訓機構（學校），隸屬福爾摩沙文教基金會，2016年後正式歸屬凱達格蘭基金會。約有4600多位校友。

## 核心理念
組織的核心理念主要包含3項，分別是永續發展、強化民主及建立台灣主體意識，期望可以養成良好的領導人才，促進公民社會對國政發展的理解。

## 編制
凱達格蘭學校編制包含創辦人，董事會，下轄校長及校務發展委員會，另外有校友會，主任秘書是方寶儀。現任校長張惠博，前幾任校長從首任開始排起依序是陳師孟、李鴻禧、林向愷、黃宗樂、張富美、金恒煒。曾任該校師資的人員包含石守謙、吳焜裕、吳叡人、柯文哲等。

## 校友
- 柯文哲[4]
- 尹伶瑛，第一期女性公共事務領導班結業[5]。

## 轄下智庫
- 新台灣國策智庫

## 外部連結
- 凱達格蘭學校的Facebook專頁